# Tollette, Arkansas
Tollette, Arkansas (енгл. Tollette) град је у америчкој савезној држави Арканзас.

## Демографија
По попису из 2010. године број становника је 240, што је 84 (-25,9%) становника мање него 2000. године.
| Група             | 2000.       | 2010.       |
| Белци             | 2 (0,6%)    | 7 (2,9%)    |
| Афроамериканци    | 319 (98,5%) | 232 (96,7%) |
| Азијати           | 0 (0,0%)    | 0 (0,0%)    |
| Хиспаноамериканци | 0 (0,0%)    | 0 (0,0%)    |
| Укупно            | 324         | 240         |